# Öresunds marindistrikt
Öresunds marindistrikt (MDÖ) var ett marindistrikt inom svenska marinen som verkade i olika former åren 1928–2000. Förbandsledningen var förlagd i Malmö garnison i Malmö.

## Historik
Öresunds marindistrikt bildades som ett krigsförband den 1 januari 1928. Bakgrunden var avsaknaden av klara befälsförhållanden samt en enhetlig ledning för de svenska kustområdena i krig eller vid krigsfara. Genom försvarsbeslutet 1925 kom territorialvattnet längs den svenska kusten att delas in i marindistrikt, där Öresunds marindistrikt var ett av sex marindistrikt. Marindistriktet omfattade territorialvattnet, det marina försvarsområdet samt den del som utgjorde landterritorium. Genom försvarsbeslutet 1936 beslutades att de samtliga marindistrikten skulle fredsorganiseras från den 1 juli 1937. För Öresunds marindistrikt innebar det dock den 1 oktober 1937. Med den nya organisationen kom marindistrikten att omfatta stab, personalavdelning, intendenturförvaltning, sjukvårdsförvaltning, kameralkontor, och från 1 augusti 1939 tillkom fartygsdepåer och örlogsdepåer. Åren 1939–1966 bestod Öresunds marindistrikt även av Malmöavdelningen (MöA) med tillhörande fartygsdetachement, fiskfördelningscentral samt en kustbevakningsavdelning.
År 1951 föreslog regeringen för riksdagen om en begränsning av arméns fredsorganisation, vilket innebar att Norrbottens artillerikår (A 5), Skånska kavalleriregementet (K 5), Göta trängregementes kompani i Nora (T 2 N) och Öresunds marindistrikt (MDÖ) skulle avvecklas och upplösas. Regeringens förslag antogs av riksdagen och därmed upplöstes och avvecklades Öresunds marindistrikt den 30 juni 1951. Från den 1 juli 1951 uppgick kvarvarande delar i Sydkustens marindistrikt som Malmö marina bevakningsområde. År 1983 avskiljdes bevakningsområdet från Sydkustens örlogsbas och bildade en självständig marin myndighet med ett eget resultatansvarar. 
Inför försvarsbeslutet 1992 föreslogs att Malmö marina bevakningsområde skulle avvecklas, och att dess uppgifter skulle överföras på marinkommandona. Dock var Chefen för Marinen Dick Börjesson av den åsikt att det behövdes en marinverksamhet i Öresundsregionen. Dock fick 1992 års försvarsbeslutet en konsekvens för Malmö marina bevakningsområde, det att det kom från den 1 juli 1994 att organiseras som ett kaderorganiserat krigsförband underställt militärbefälhavaren för Södra militärområdet (Milo S). Genom att bevakningsområdena utgick ur krigsorganisationen, Malmö marina bevakningsområde sitt gamla namn Öresunds marindistrikt.
Inför försvarsbeslutet 1996 föreslog regeringen att Öresunds marindistrikt skulle upplösas som eget förband. I stället skulle det inordnas i marinkommandoorganisationen inom Södra militärområdet. Den 1 januari 1998 uppgick Öresunds marindistrikt i Västkustens marinkommando, som antog det nya namnet Västkustens marinkommando inklusive Öresunds marindistrikt samt Västra Götalands försvarsområde (MKV/Fo 32).
Inför försvarsbeslutet 2000 föreslog regeringen i sin propositionen för riksdagen, att den taktiska nivån bör reduceras genom att fördelnings- och försvarsområdesstaber samt marinkommandon och flygkommandon skulle avvecklas. Detta för att utforma ett armétaktiskt, marintaktiskt respektive flygtaktiskt kommando vilka skulle samlokaliseras med operationsledningen. Förslaget som antogs av riksdagen innebar att samtliga fördelnings- och försvarsområdesstaber samt marinkommandon och flygkommandon upplöstes och avvecklades. Den 30 juni 2000 upplöstes och avvecklades Västkustens marinkommando. Från den 1 juli 2000 övergick verksamheten till en avvecklingsorganisation, vilken verkade fram till den 31 mars 2001. Öresunds marindistrikt kom dock att kvarstå i den nya organisationen, vilken trädde i kraft den 1 juli 2000. Dock i en annan skepnad, då verksamheten inordnades som Sjöstridskompani Malmö (SSK) ingåendes i Sydkustens marinbas. Sjöstridskompaniet kom dock att avvecklas och upplösas den 26 mars 2010, vilket uppmärksammade i Malmö genom en avslutningsceremonin ledd av major Lars P Herrstedt.

### Viktigare årtal
- 1928 uppsattes Öresunds marindistrikt som ett krigsförband.
- 1936 omorganiserades distriktet till ett fredsförband.
- 1939–1945 utgjorde man neutralitetsvakt med uppgifter som sjöbevakning, eskortering, minsvepning och omhändertagande av flyktingar. Efter andra världskriget bestod MDÖ:s uppgifter i ett omfattande arbete med minsvepning i Öresund och längs Skånes södra kust.
- 1951 omorganiserades Öresunds marindistrikt till Malmö marina bevakningsområde (BoMö).
- 1960-talet tillfördes bevakningsbåtarna B72 och B75.
- 1977 ersattes bevakningsbåtarna med ombyggda motortorpedbåtar.
- 1982 tillkom Sjöbevakningscentralen typ STINA, den tredje i landet. STINA ersattes senare i sin tur av STRIMA, vilken var under utprövning vid MDÖ.
- 1990 tillfördes tre stycken vedettbåtar.
- 1993 omorganiserades Malmö marina bevakningsområde och återfick sitt gamla namn Öresunds marindistrikt (MDÖ).
- 1995 omlokaliserades MDÖ:s stab och Vedettbåtsdivisionen till Malmö frihamn. Vedettbåtsdivisionen hade tidigare haft lokalisering intill Falsterbokanalen.
- 1998 uppgick MDÖ som en del inom Västkustens marinkommando, detta som ett led av försvarsbeslutet 1996.
- 2000 avvecklades MDÖ genom försvarsbeslutet 2000
- 2000 upprättades ett Sjöstridskompani, ingående i Sydkustens marinbas.
- 2010 Sjöstridskompani Malmö avvecklades.

## Verksamhet
När Öresunds marindistrikt bildades 1928 tilldelades marindistriktet att bevaka kuststräckan Båstad i södra Kattegatt till Smygehuk på Skånes sydkust. Något som kom att justeras österut till Kåseberga. Men när Öresunds marindistrikt uppgick i Västkustens marinkommando justerades gränserna till Sydkustens marinkommando, till kommungränsen mellan Trelleborg och Vellinge i strax öster om Falsterboudde. Utöver militära uppgifter ingick även samverkan med följande civila myndigheter. Kustbevakningen genom fiske- och miljöövervakning i den svenska ekonomiska zonen. Tullverket gällande smugglingsbekämpning. Sjöräddningen genom MDÖ:s vedettbåtar samt Sjöbevakningscentral.

## Förläggningar och övningsplatser
När Öresunds marindistrikt även blev organiserat som ett fredsförband var ledningen inledningsvis grupperad till Karlskrona. Den 1 januari 1938 omlokaliserades staben till Storgatan 29 i Malmö. Den 1 oktober 1956 flyttades staben till Thestrupska huset vid Hjälmarekajen där den samlokaliserades med staben för Malmö försvarsområde (Fo 11). Den 4 november 1968 omlokaliserades de båda staberna till Stora Nygatan 29 i Malmö. År 1976 uppgick Malmö försvarsområde i Södra skånska regementet, och Malmö marina bevakningsområde samlokaliserade samma år istället med Kustbevakningen och Sjöfartsverket i Öresundshuset i Malmö hamn. År 1995 omlokaliseras Öresunds marindistrikt till Hamnens hus på Terminalgatan 18 i Malmö frihamn. Det efter att både Kustbevakningen och Sjöfartsverket omorganiserades respektive organisation, vilket ledde till att inte kunde leva upp till rationell och billig drift av Öresundshuset. Efter att Öresunds marindistrikt kvarstod Sjöstridskompani Malmö (SSK) i frihamnen på samma adress fram till våren 2010.

## Heraldik och traditioner
Den 30 juni 1994 antogs och fastställdes "På post för Sverige" (Rydberg) som förbandsmarsch.

## Fartyg vid vid förbandet
Flera av Vedettbåtarna som fanns i marinen kom vid olika perioder att tjänstgöra vid Öresunds marindistrikt. Under slutet av 1940-talet tillkom pansarskeppet HMS Äran till Malmö, vilket utgjorde chefsfartyg och en flytande batteri i Malmö hamn.

- HMS Flaggskär (B72)
- HMS Sprängskär (B75)
- HMS M7
- HMS M8
- HMS M18
- HMS Skanör (V01)
- HMS Smyge (V02)
- HMS Arild (V03)
- HMS Dalarö (V09)
- HMS Sandhamn (V10)
- HMS Östhammar (V11)
- HMS Äran

## Förbandschefer
Förbandschefer verksamma åren 1933–2000.

- 1933–1936: Konteramiral Claës Lindsström
- 1936–1937: Konteramiral Gunnar Bjurner
- 1937–1939: Kommendörkapten2. Sixten Graaf
- 1939–1945: Kommendör Adolf Mörner
- 1945–1948: Kommendör Gustaf Ågren
- 1948–1949: Kommendörkapten 1. Kjell Hasselgren
- 1949–1954: Kommendörkapten 1. Percy Hamilton
- 1954–1957: Kommendörkapten 1. Carl-Henrik Falkman
- 1957–1961: Kommendörkapten 1. Hans K:son Leijonhufvud
- 1961–1965: Kommendörkapten 1. Johan Gottlieb
- 1966–1970: Kommendörkapten 1. Sven Carleson
- 1970–1975: Kommendörkapten 1. Sven Fredriksson
- 1975–1983: Kommendörkapten Rolf Nerpin
- 1983–1987: Kommendörkapten Christer Fredholm
- 1987–1988: Kommendörkapten Göran Garbrant
- 1988–1996: Kommendörkapten Jan Wikberg
- 1996–1998: Kommendörkapten Bengt Törnvall
- 1998–2000: Kommendörkapten Rolf Wigström

## Namn, beteckning och förläggning
| Öresunds marindistrikt        | 1928-01-01 | – | 1951-06-30 |
| Malmö marina bevakningsområde | 1951-07-01 | – | 1993-06-30 |
| Öresunds marindistrikt        | 1993-07-01 | – | 2000-06-30 |
| Sjöstridskompani Malmö        | 2000-07-01 | – | 2010-03-31 |

| MDÖ  | 1928-01-01 | – | 1951-09-30 |
| BoMö | 1951-10-01 | – | 1993-06-30 |
| MDÖ  | 1993-07-01 | – | 2000-06-30 |

| Malmö garnison (F) | 1928-01-01 | – | 2000-06-30 |